# Grammoptera elongata
Grammoptera elongata är en skalbaggsart som beskrevs av Maurice Pic 1941. Grammoptera elongata ingår i släktet Grammoptera och familjen långhorningar. Inga underarter finns listade i Catalogue of Life.